# Kano
Kano város Nigéria északi részén, az azonos nevű állam székhelye. A városnak 2012-ben mintegy 2 395 000, az agglomerációnak 4 956 000 lakosa volt.
Nigéria egyik legnagyobb városa, muzulmán vallási és oktatási központ, valamint turistacentrum, pezsgő éjszakai élettel. Üzemeiben mogyoróvajat, marhahúskonzervet, üdítőt, textilt, cipőt állítanak elő. A Kabo Air légitársaság székhelye itt van. 2007-es tervek alapján informatikai ipari park létesítését tervezték.
Kano az egyik legnagyobb középkori hausza város. A 12. században élénk forgalmú kereskedelmi központ volt a szaharai karavánút végén. Az 1912-ben megnyitott vasútvonal összeköti az óceánparti Lagosszal.

## Galéria

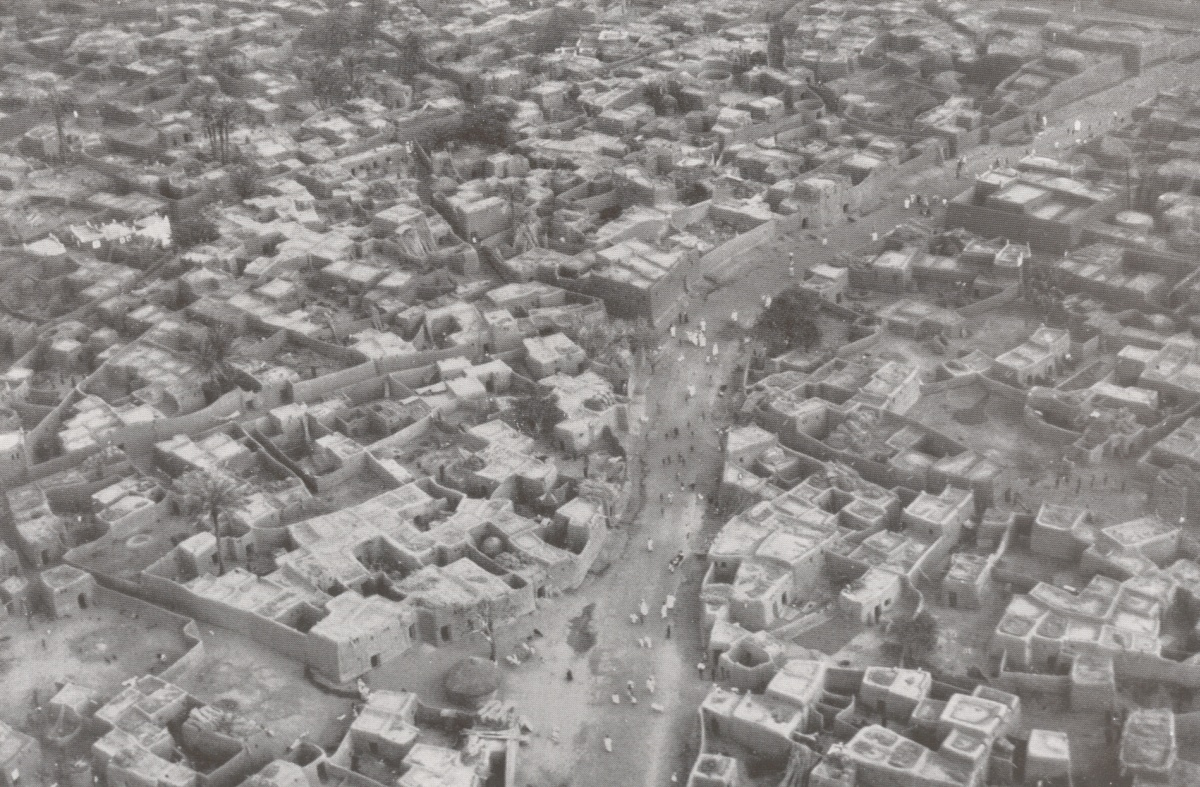
Városkép 1930-ban
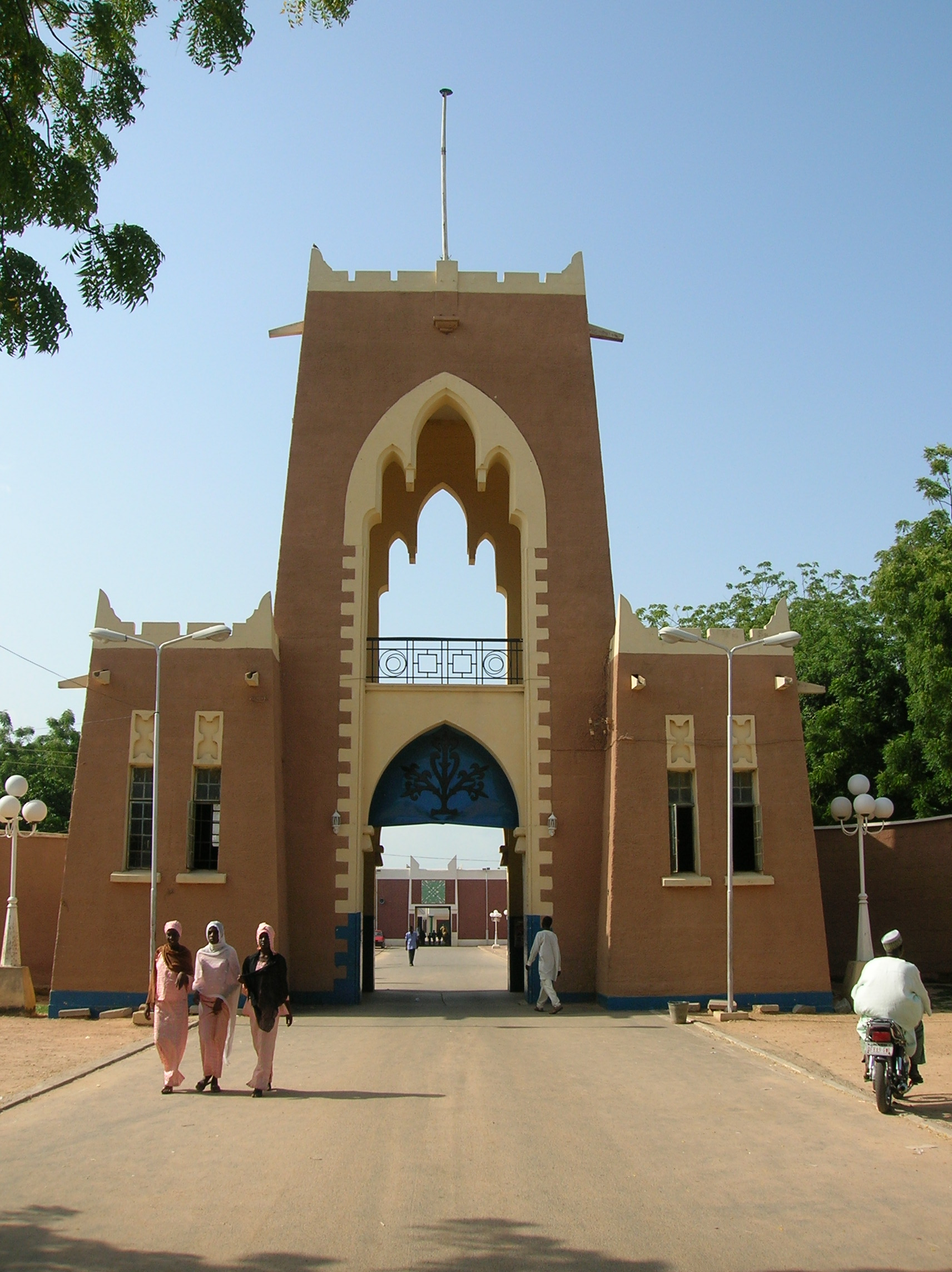
A Gidan Rumfa palota kapuja
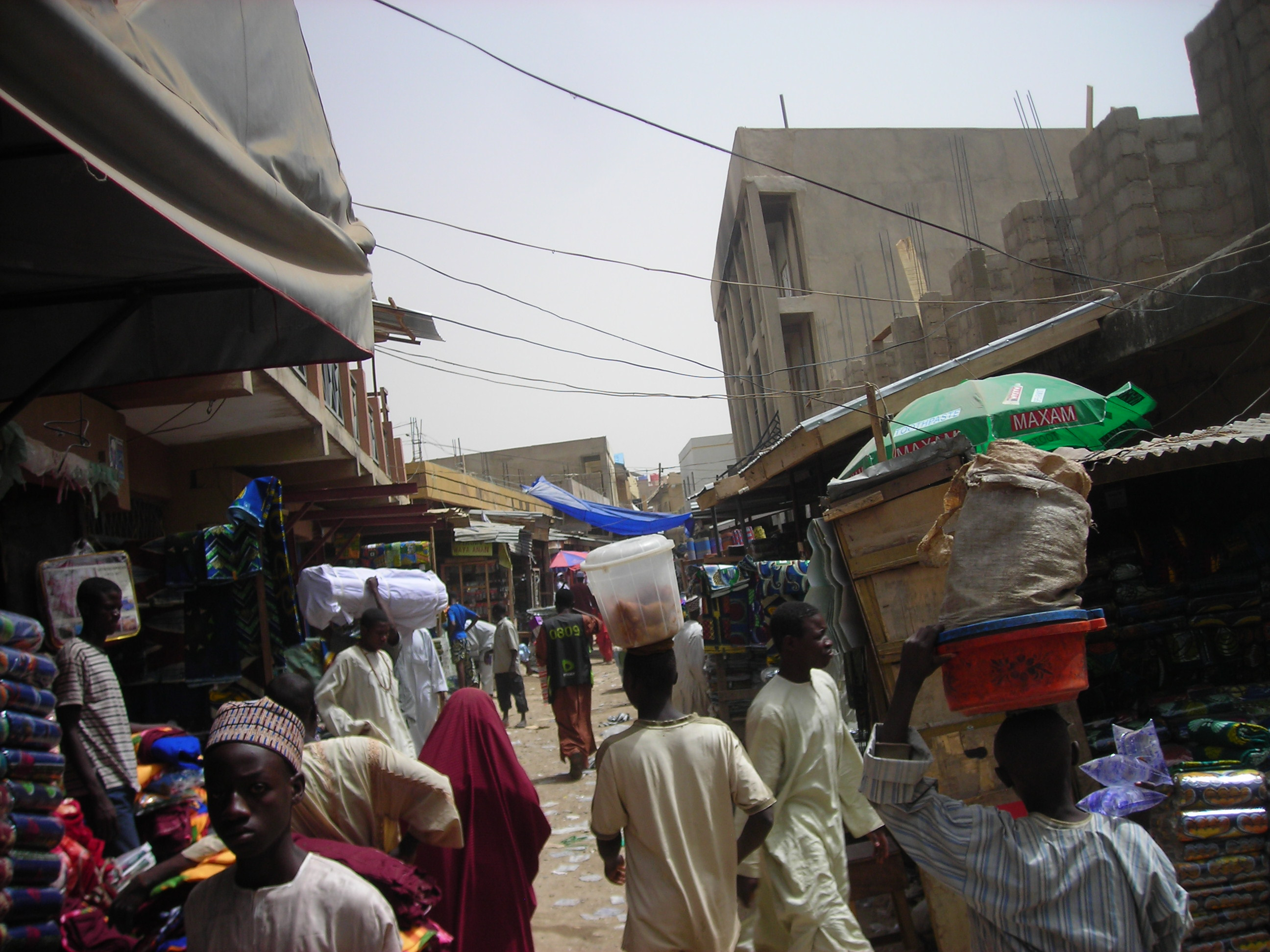
Piackép

## Fordítás
- Ez a szócikk részben vagy egészben  a   Kano című angol Wikipédia-szócikk fordításán alapul.  Az eredeti cikk szerkesztőit annak laptörténete sorolja fel. Ez a jelzés csupán a megfogalmazás eredetét és a szerzői jogokat jelzi, nem szolgál a cikkben szereplő információk forrásmegjelöléseként.